# Aljaksandr Haŭrusjka

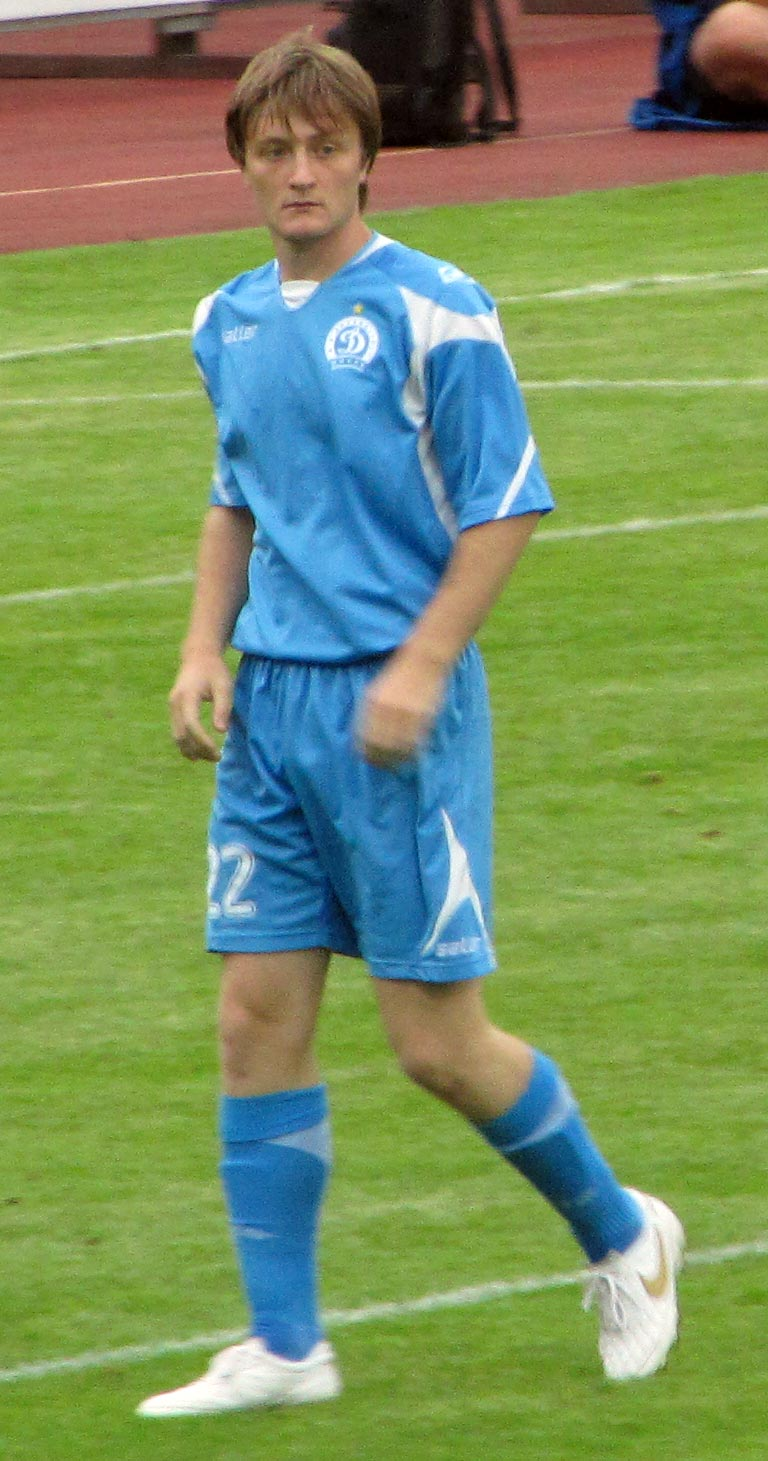
Aljaksandr Haŭrusjka i en match mot Tromsø IL i Minsk 2009.

Aljaksandr Haŭrusjka (vitryska: Аляксандр Гаўрушка, ryska: Алекса́ндр Евге́ньевич Гаврю́шко, Aleksandr Jevgenievitj Gavrysjko) född 23 januari 1986 i Potsdam, Tyskland, är en vitrysk fotbollsspelare. Han spelar för närvarande (2013) för den vitryska klubben FC Belshina Bobruisk i den vitryska högstaligan.